# Mike Levin
Michael Ted Levin (Inglewood, 20 ottobre 1978) è un politico statunitense, membro della Camera dei Rappresentanti per lo stato della California dal 2019.

## Biografia
Levin è nato a Inglewood, in California, e cresciuto a Lake Forest, sempre in California, nella contea di South Orange.  Sua madre è messicana americana e suo padre ebreo. Levin è cresciuto nelle fedi ebraica e cattolica. Ha studiato alla Loyola High School di Los Angeles prima di frequentare la Stanford University. Quindi ha frequentato la facoltà di giurisprudenza presso la Duke University School of Law a Durham, nella Carolina del Nord, prima di tornare nella contea di Orange.
Dopo aver lavorato per anni nel campo delle energie pulite, argomento centrale anche della sua attività politica, nel 2018 si candida al Congresso per il quarantanovesimo distretto della California, nell'area di San Diego. In delle primarie giungla con ben 16 candidati, Levin arriva secondo dopo la repubblicana Diane Harkey che batte poi nelle elezioni generali di novembre divenendo il primo democratico a rappresentare il collegio dal 1972.

## Vita privata
Levin vive a San Juan Capistrano con sua moglie, Chrissy, e i loro due figli.